# المساجد (الجوف)
المساجد هي إحدى قرى الجمهورية اليمنية. تتبع جغرافيا لمحافظة الجوف وإداريًا لمديرية المصلوب. يبلغ تعداد سكانها 2750 نسمة حسب الإحصاء الذي أجري عام 2004.